# 饗庭駅
饗庭駅（あいばえき）は、かつて滋賀県高島郡新旭町大字旭（現在の高島市新旭町旭）にあった江若鉄道の駅（廃駅）。

## 歴史
饗庭駅は江若鉄道の最終延伸区間である安曇駅 - 近江今津駅間の開通に伴い1931年（昭和6年）に開業した。この区間を建設する際、当駅の位置は新儀駅と近江今津駅の中間に近い位置に設置する計画であったが、用地の問題などがあったため両駅の中間から南（新儀駅寄り）にずれた位置に設けられることとなった。安曇 - 近江今津間の開通は当初1930年（昭和5年）8月末を予定していたが、翌年にずれ込んだのは当駅の設置に手間取ったことが一因であった。
饗庭駅が予定より南に設けられたことにより当駅と近江今津駅の駅間距離は必要以上に長くなってしまったため、その隔たりを埋めるように北饗庭駅がのちに設置されている。
江若鉄道は1969年（昭和44年）10月31日をもって営業を終了し、当駅も翌11月1日に廃止された。

### 年表
- 1931年（昭和6年）1月1日：江若鉄道の安曇 - 近江今津間の延伸開業に合わせて高島郡饗庭村に開業[5][6]。
- 1969年（昭和44年）11月1日：駅廃止[5]。

## 駅構造
饗庭駅は旅客と貨物の両方を取り扱うことができる一般駅で、ホームは1面のみだった。当初は2本の線路の間に挟まれた島式ホームで、列車交換が可能であったが、交換設備が撤去された結果列車交換のできない棒線駅となっている。貨物側線や貨物用のホームも有していた。
晩年は委託駅であった。
| ← 浜大津 方面                   | 饗庭駅 配線略図 | → 近江今津 方面 |
| 凡例 出典: 破線は撤去された配線 |                 |                 |

## 利用状況
開業から数年間の年間乗降客数・貨物取扱量の状況は以下の通り。
| 年間の旅客および貨物の取扱量 | 年間の旅客および貨物の取扱量 | 年間の旅客および貨物の取扱量 | 年間の旅客および貨物の取扱量 | 年間の旅客および貨物の取扱量 | 年間の旅客および貨物の取扱量 |
| 年                           | 旅客                         | 旅客                         | 貨物                         | 貨物                         | 出典                         |
| 年                           | 乗車                         | 降車                         | 発送                         | 到着                         | 出典                         |
| ---------------------------- | ---------------------------- | ---------------------------- | ---------------------------- | ---------------------------- | ---------------------------- |
| 1931年                       | 17,578人                     | 17,608人                     | 1,616トン                    | 259トン                      | [ 12 ]                       |
| 1934年                       | 19,144人                     | 19,121人                     | 469トン                      | 493トン                      | [ 13 ]                       |
| 1935年                       | 21,580人                     | 21,368人                     | 707トン                      | 516トン                      | [ 14 ]                       |
| 1936年                       | 22,636人                     | 22,171人                     | 836トン                      | 644トン                      | [ 15 ]                       |

## 駅周辺
駅前には農協の事務所と倉庫が置かれ、周辺の村々で収穫された米が当駅から出荷されていた。駅の東側には帝釈天堂（田井帝釋天堂）がある。かつては境内に巨大な松の木が生え、滋賀県の天然記念物にも指定されていたが、松は1934年（昭和9年）の室戸台風により倒壊したとされ現存しない。
江若鉄道の廃線後、当駅付近の線路跡は湖西線の用地に転用され、駅があった場所は空き地に変わった。ただその周囲には2015年現在も倉庫が建ち並んでおり、米の出荷拠点であった当駅の存在を偲ばせる。

## 隣の駅
江若鉄道
江若鉄道線
新旭駅 - 饗庭駅 - 北饗庭駅